# Mạng lưới Công viên Địa chất Toàn cầu
Mạng lưới Công viên Địa chất Toàn cầu, viết tắt GGN theo tên tiếng Anh Global Geoparks Network, là một mạng lưới hỗ trợ của UNESCO phục vụ quản lý trong Ủy ban Khoa học Trái Đất và Sinh thái (UNESCO Division of Ecological and Earth Sciences).
GGN tìm cách nâng cao và bảo tồn các di sản địa chất của hành tinh, cũng như khuyến khích các nghiên cứu bền vững và phát triển bởi các cộng đồng liên quan.
GGN thành lập năm 1998
Cao nguyên đá Đồng Văn của Việt Nam đã được Hội đồng tư vấn GGN chính thức công nhận ngày 3 tháng 10 năm 2010.

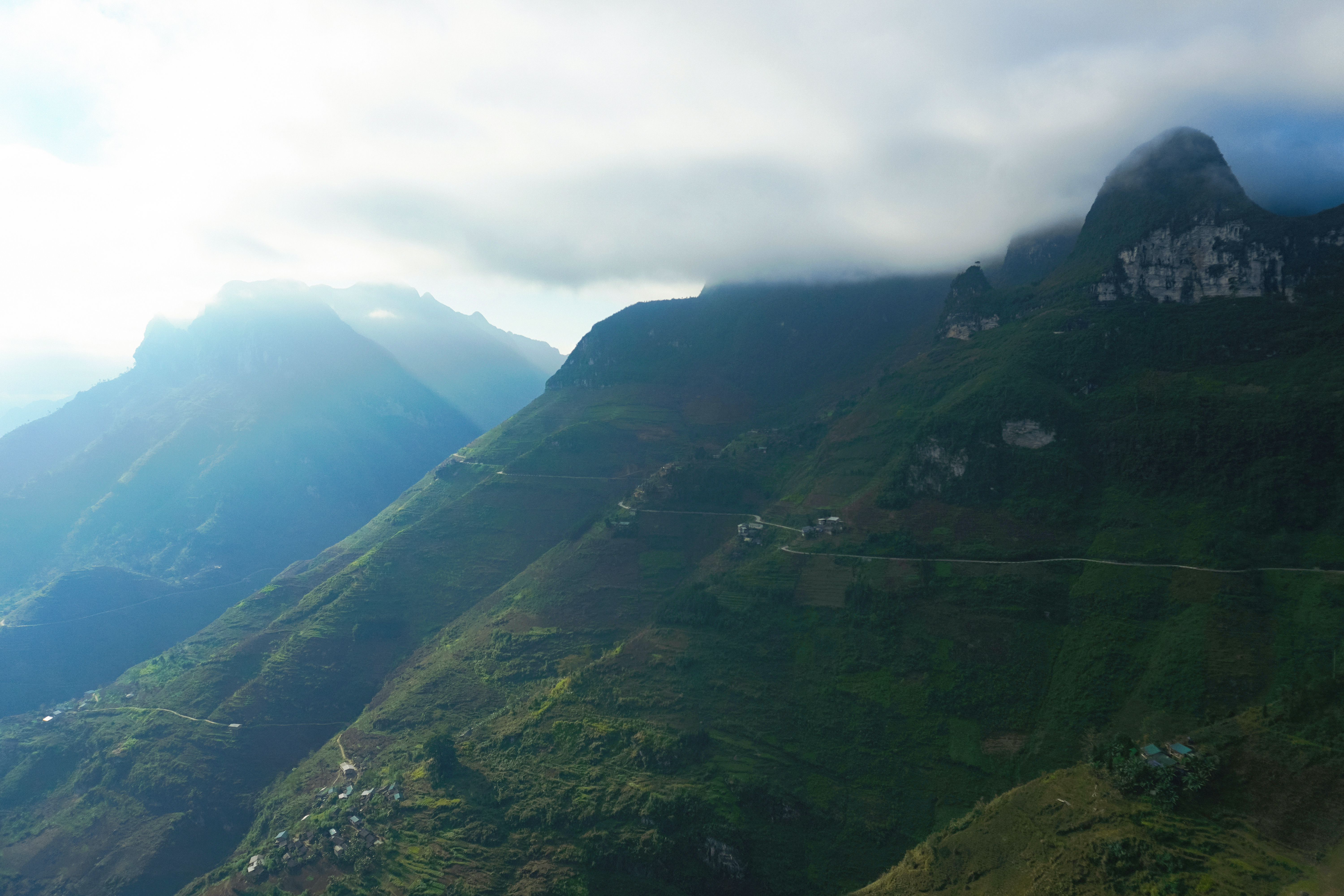
Cao nguyên đá Đồng Văn: Đèo Mã Pí Lèng, Hà Giang, Việt Nam

## Hoạt động
Tính đến tháng 9 năm 2015, GGN đã công nhận 120 công viên địa chất tại 33 quốc gia.
| Kỳ | Năm    | Địa điểm                                                  | Nước       |
| -- | ------ | --------------------------------------------------------- | ---------- |
| 9. | 2020   | Công viên địa chất toàn cầu đảo Jeju (bị hủy do covid)    | Hàn Quốc   |
| 8. | 9/2018 | Adamello Brenta UNESCO Global Geopark                     | Ý          |
| 7. | 2016   | Công viên địa chất Riviera                                | Anh Quốc   |
| 6. | 2014   | Công viên địa chất Stonehammer, Saint John, New Brunswick | Canada     |
| 5. | 2012   | Công viên địa chất Vùng núi lửa Unzen, Shimabara          | Nhật Bản   |
| 4. | 2010   | Công viên địa chất Langkawi                               | Malaysia   |
| 3. | 2008   | Osnabrück                                                 | Đức        |
| 2. | 2006   | Belfast                                                   | Anh Quốc   |
| 1. | 2004   | Bắc Kinh                                                  | Trung Quốc |

## Các công viên ở các quốc gia
Australia: Kanawinka (2008).
Áo: Eisenwurzen (2004).
Brasil: Araripe (2006).
Canada: Stonehammer (2010)
Trung Quốc: Đan Hà Sơn (2004), Hoàng Sơn (2004), Lư Sơn (2004), Thạch Lâm (2004), Tung Sơn (2004), Ngũ Đại Liên Trì (2004), Vân Đài Sơn (2004), Trương Gia Giới (2004), Khắc Thập Khắc Đằng (2005), Thái Ninh (2005), Hưng Văn (2005), Nhạn Đãng Sơn (2005), Phòng Sơn (2006), Phục Ngưu Sơn (2006), Hồ Kính Bạc (2006), Lôi Quỳnh (2006), Thái Sơn (2006), Vương Ốc Sơn-Đại Mi Sơn (2006), Long Hổ Sơn (2008), Tự Cống (2008), A Lạp Thiện (2009), Tần Lĩnh (2009), Lạc Nghiệp-Phượng Sơn (2010), Ninh Đức (2010).
Croatia: Papuk Geopark (2007).
Cộng hoà Séc: Bohemian Paradise (2005).
Phần Lan: Rokua (2010)
Pháp: Haute Provence (2004), Luberon (2005).
Đức: Bergstrasse-Odenwald (2004), Terra Vita (2004), Vulkaneifel (2004), Harz Braunschweiger (2005), Swabian (2005)
Hi Lạp: Lesvos (2004), Psiloritis (2004), Chelmos-Vouraikos, Vikos-Aoos (2010).
Hungary-Slovakia: Công viên địa chất Novohrad - Nograd (2010)
Iran: Queshm Island (2006).
Ireland: Copper Coast (2004).
Ireland-Bắc Ireland: Marble Arch Caves & Cuilcagh Mt. Park
Ý: Madonie (2004), Parco del Beigua (2005), Geological and Mining Park of Sardinia (2007), Adamello-Brenta (2008), Rocca di Cerere (2008), Cilento and Vallo di Diano (2010), Tuscan Mining Park (2010).
Nhật Bản: Itoigawa (2009), Lake Toya·Usu Volcano (2009), Unzen Volcanic Area (2009), San'in Kaigan (2010).
Malaysia: Langkawi Geopark (2007).
Na Uy: Gea-Norvegica (2006), Magma ().
Bồ Đào Nha: Naturtejo (2006), Arouca (2009).
România: Hateg Country (2005).
Hàn Quốc: Jeju Island (2010).
Tây Ban Nha: Maestrazgo (2004), Capo de Gata (2006), Sobrabe (2006), Subeticas (2006), Basque Coast Geopark (2010).
Vương quốc Anh: North Pennines (2004), Fforest Fawr (2005), North West Highlands (2005), Lochaber Geopark (2007), English Riviera (2007), Shetland (2009), Geo Mon (2009).
Việt Nam: cao nguyên đá Đồng Văn (2010), công viên Non nước Cao Bằng (2018), Công viên địa chất Đắk Nông (2020)

## Mạng lưới Công viên địa chất Việt Nam
Đến 2025, Việt Nam đã có 4 địa danh được công nhận là Công viên địa chất toàn cầu UNESCO, gồm: cao nguyên đá Đồng Văn được công nhận là công viên địa chất toàn cầu vào năm 2010; Công viên Địa chất Non Nước Cao Bằng được công nhận năm 2018; Công viên Địa chất Đắk Nông được công nhận năm 2020 và Công viên địa chất Lạng Sơn được công nhận năm 2025.
Theo TS. Trần Tân Văn, Viện trưởng Viện Khoa học Địa chất và Khoáng sản thì viện này đã cùng một số đối tác trong và ngoài nước triển khai trên khoảng 25 khu vực và đã xác định được 15 khu vực có thể xây dựng thành CVĐC Quốc gia. Trong đó khoảng 1/3 đến ½ khu vực hoàn toàn có khả năng trở thành Công viên địa chất Toàn cầu như: Vịnh Hạ Long (Quảng Ninh), Quần đảo Cát Bà (Hải Phòng), Vườn quốc gia Ba Vì (Hà Nội), Vườn quốc gia Cúc Phương - Cố đô Hoa Lư - Tràng An (Ninh Bình), Vườn quốc gia Hoàng Liên - Sapa (Lào Cai), Vườn quốc gia Phong Nha - Kẻ Bàng và vùng đệm (Quảng Bình)...
Năm 2014, Đề án "Bảo tồn di sản địa chất, phát triển và quản lý mạng lưới công viên địa chất ở Việt Nam" được thực hiện từ năm 2014 - 2020 tại các tỉnh, thành phố trực thuộc Trung ương có di sản địa chất gồm: Lai Châu, Lào Cai, Sơn La, Hòa Bình, Yên Bái, Phú Thọ, Cao Bằng, Bắc Kạn, Lạng Sơn, Tuyên Quang, Quảng Ninh, Hải Phòng, Hà Nội, Ninh Bình, Thanh Hóa, Nghệ An, Hà Tĩnh, Quảng Bình, Quảng Trị, Thừa Thiên Huế, Đà Nẵng, Quảng Nam, Quảng Ngãi, Bình Định, Phú Yên, Khánh Hòa, Ninh Thuận, Bình Thuận, Bà Rịa – Vũng Tàu, Gia Lai, Đắk Lắk, Đắk Nông, Lâm Đồng, Đồng Nai, Vĩnh Long, Cà Mau, Kiên Giang. Phấn đấu đến năm 2020 công nhận 5 - 7 công viên địa chất quốc gia; 2 - 3 công viên địa chất toàn cầu. Năm 2030 công nhận khoảng 25 - 30 công viên địa chất quốc gia hoặc toàn cầu.